# Chloris bournei
Chloris bournei är en gräsart som beskrevs av Rang. och Tadul. Chloris bournei ingår i släktet kvastgrässläktet, och familjen gräs. Inga underarter finns listade i Catalogue of Life.